# Patentindex
Der Patentindex ist die Anzahl der Patentanmeldungen bezogen auf 1 Million Einwohner (deCharms & Moeller, 1962). In den Industrieländern ist er ein Maß für den Innovationsgrad der Bevölkerung. Weiterhin werden als Patentindex Zitationsdatenbanken im Patentwesen bezeichnet. Diese eignen sich für die Patentrecherche.

## Liste Patentindex Länder
| Land                           | Patenteinreichungen | Einwohner     | Patentindex |
| ------------------------------ | ------------------- | ------------- | ----------- |
| Japan                          | 330.110             | 126.804.000   | 2.603,31    |
| Vereinigte Staaten von Amerika | 231.588             | 310.233.000   | 746,49      |
| Volksrepublik China            | 194.579             | 1.330.141.000 | 146,28      |
| Republik Korea                 | 127.114             | 48.636.000    | 2.613,58    |
| Deutschland                    | 49.240              | 82.283.000    | 598,42      |
| Frankreich                     | 14.743              | 62.814.000    | 234,71      |
| Vereinigtes Königreich         | 16.523              | 62.348.000    | 265,01      |
| Russische Föderation           | 27.712              | 139.390.000   | 198,81      |
| Schweiz                        | 1.594               | 7.623.000     | 209,10      |
| Königreich der Niederlande     | 2.421               | 16.783.000    | 144,25      |

Um eine Vergleichbarkeit zu gewährleisten, wurden die Bevölkerungsdaten einheitlich dem CIA World Factbook (Stand Juli 2010) entnommen.
Bei den Zahlen zu den Patentanmeldungen handelt es sich um Anmeldungen von Personen mit Wohnsitz im betreffenden Land (Datenquelle: „World Intellectual Property Indicators 2010“ Stand Juni 2010).

## Liste Patentindex Zitationsdatenbanken
- Derwent Patent Citation Index (DPCI)
- Derwent World Patents Index
- EPO Global Patent Index